# Xã Inwood, Michigan
Xã Inwood (tiếng Anh: Inwood Township) là một xã thuộc quận Schoolcraft, tiểu bang Michigan, Hoa Kỳ. Năm 2010, dân số của xã này là 733 người.